# James Oram
James Oram (* 17. Juni 1993 in Palmerston North) ist ein neuseeländischer Radrennfahrer.

## Karriere
James Oram wurde beim Junioren-Etappenrennen Tour de l’Abitibi in Kanada Gesamtvierter. Im darauffolgenden Jahr gewann das Rennen. Bei der Weltmeisterschaft 2011 im dänischen Kopenhagen gewann Oram Silber im Einzelzeitfahren der Junioren.
2012 ging er zu Bontrager Livestrong Team. 2013 wurde er neuseeländischer Meister im Einzelzeitfahren der U23. Diesen Erfolg wiederholte er 2015. 2014 und 2015 siegte er jeweils auf einer Etappe der New Zealand Cycle Classic. Hinzu kam 2015 noch ein Etappensieg beim portugiesischen Volta ao Alentejo. Dort gewann Oram gleichzeitig die Nachwuchswertung. 2016 wechselte er zu ONE Pro Cycling. Beim Kreiz Breizh Elites 2017 in Frankreich gewann Oram eine Etappe. Bei den Commonwealth Games 2018 wurde er im Einzelzeitfahren Fünfter. 2019 fuhr er eine Saison für das Team Mitchelton-BikeExchange und gewann die Bergwertung der Tour de Korea.
Zur Saison 2020 wurde Oram zur Saison 2020 in der neu gegründeten Black Spoke Pro Cycling Academy, mit der er 2023 in die UCI ProSeries aufstieg. Nach drei sieglosen Jahren gewann er zum Saisonauftakt die erste Etappe der New Zealand Cycle Classic und verteidigte die Führung in der Gesamtwertung bis zum Ende der Rundfahrt. Im Anschluss wurde er erstmals neuseeländischer Meister im Straßenrennen. 

## Erfolge
2011
- Gesamtwertung und eine Etappe Tour de l’Abitibi
- Gesamtwertung und eine Etappe BDO Tour of Northland
- Weltmeisterschaft – Einzelzeitfahren (Junioren)

2013
- Neuseeländischer Meister – Einzelzeitfahren (U23)
- Gesamtwertung und eine Etappe Tour of Southland

2014
- eine Etappe San Dimas Stage Race
- eine Etappe New Zealand Cycle Classic

2015
- Neuseeländischer Meister – Einzelzeitfahren (U23)
- eine Etappe New Zealand Cycle Classic
- eine Etappe und Nachwuchswertung Volta ao Alentejo

2017
- Bergwertung New Zealand Cycle Classic
- eine Etappe Kreiz Breizh Elites
- Mannschaftszeitfahren Ronde van Midden-Nederland

2019
- Bergwertung Tour de Korea

2023
- Neuseeländischer Meister – Straßenrennen
- Gesamtwertung und eine Etappe New Zealand Cycle Classic